# I Go Wild
I Go Wild er en sang fra The Rolling Stones, og den stammer fra deres 1994
album Voodoo Lounge.
Krediteret til Mick Jagger og Keith Richards er ”I Go Wild” hovedsagelig en Jagger komposition . Om dens skabelse sagde Jagger i 1994:” "I Go Wild, tror jeg, er en som jeg spillede (på guitar) hele tiden. Jeg mener, jeg skabte den på guitar sammen med Charlie (Watts), som en rille. Og vi havde mere eller mindre hele sangen færdig, inden vi viste den til nogle som helst andre."
Det er en rock sang, og teksten til ”I Go Wild” fortæller om sangerens forhold til en ukendt "kvindelig fatal".
| Citat | And the doctors says you'll be okay, And if you'd only stay away; From femme fatales and dirty bitches, And daylight drabs and nightime witches, And working girls and blue stockings, And dance hall babes and body poppers, And waitresses with broken noses, Checkout girls striking poses, And politicians' garish wives, With alcoholic cunts like knives | Citat |
|       | |       |

| Citat | I go wild when you're in my face; I go wild when I taste your taste; I go wild and I go insane; I get sick - somebody stop this pain | Citat |
|       | |       |

”I Go Wild” blev optaget i månederne juli, august og november, december på Sandymount Studios, Irland og A&M Recording Studios, Los Angeles. Med Jagger som sanger, Richards og Ron Wood akkompagnerede ham på elektriske guitarer. Charlie Watts spillede på trommer, mens Darryl Jones spillede bass. Chuck Leavell spillede sangens orgel, og Phil Jones perkussion. Jagger, Richards, Bernard Fowler, gg Ivan Neville sang nummerets kor. 
Singlen ”I Go Wild” blev udgivet som den fjerde single fra ”Voodoo Lounge” den 3. juli, 1995. Den nåede en 29. plads på den engelske singles chart. 

### Fodnoter
1. 1 2 3  "Out of Tears".
2. ↑  "Keno's Rolling Stones Web Site - I Go Wild - Lyrics".